# Siphonofera
Siphonofera, en ocasiones erróneamente denominado Siphonella y Siphonophera, es un género de foraminífero bentónico de la familia Siphonoferidae, de la superfamilia Soritoidea, del suborden Miliolina y del orden Miliolida. Su especie tipo es Siphonofera pilleri. Su rango cronoestratigráfico abarca el Noriense (Triásico superior).

## Clasificación
Siphonofera incluye a las siguientes especies:
- Siphonofera pilleri